# American Museum of Natural History

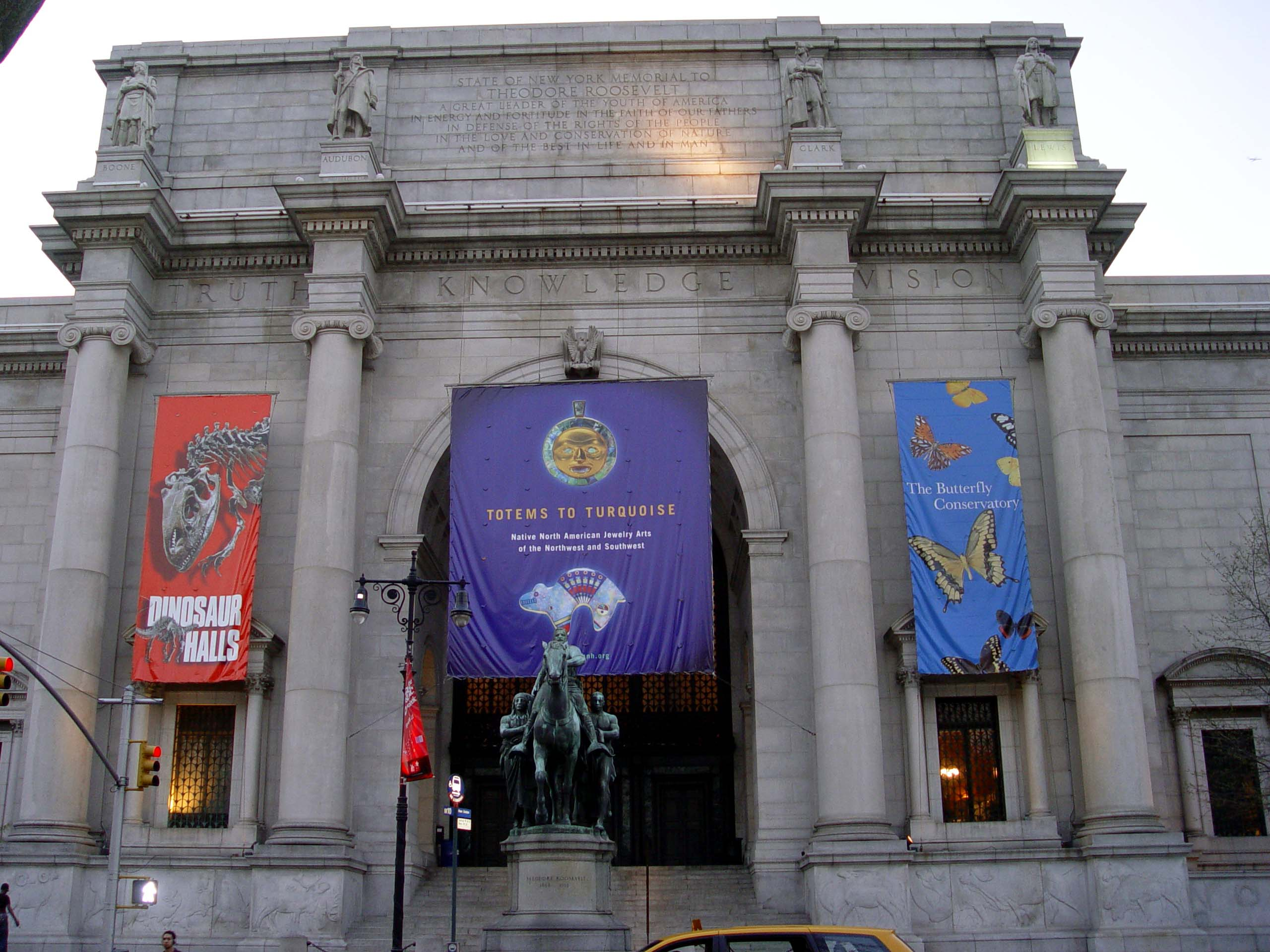
Entrén till American Museum of Natural History

American Museum of Natural History (AMNH) är ett världsberömt naturhistoriskt museum på Manhattan i New York. Det är det största naturhistoriska museet i världen och har bland annat avdelningar för botanik, geologi, paleontologi, zoologi, etnografi, antropologi osv. Museikomplexet täcker fyra kvarter och är beläget på Upper West Side vid Central Parks västra sida. Museet grundades 1869 och innehåller 30 miljoner exemplar och föremål. Det är bland annat känt för sina diorama-utställningar som visar uppstoppade djur i naturtrogna miljöer. Rose Center for Earth and Space är en del av museet. Till museet hör också Hayden Planetarium liksom Bronx Zoo.
American Museum of Natural History skall inte förväxlas med National Museum of Natural History som ligger i Washington DC och är en del av Smithsonian Institution.